# John Horgan
John Horgan, född 7 augusti 1959 i Victoria, British Columbia, död 12 november 2024 i Victoria, British Columbia, var en kanadensisk politiker för Nya demokratiska partiet som sedan 2005 var ledamot av British Columbias lagstiftande församling. 
Från 2017 till 2022 var han även British Columbias premiärminister (provinsens regeringschef).